# Magadanskaja prawda
Magadanskaja Prawda (ros. Магаданская правда) – założona w 1932 roku, rosyjska regionalna gazeta publikująca treści społeczno-polityczne. Gazeta wydawana jest w Magadanie w nakładzie 10–20 tys. egzemplarzy.